# تاريخ قانون العمل في المملكة المتحدة
يتعلّق تاريخ قانون العمل في المملكة المتحدة بتنمية قانون العمل البريطاني وتطويره، بدءًا من العصور الرومانية والوسطى في الجزر البريطانية وصولًا إلى الحاضر. ارتكز تنظيم العلاقات في مكان العمل على المكانة الاجتماعية للأفراد قبل الثورة الصناعية ومكننة عمليّة التصنيع، بدلًا من عقود العمل أو الوساطة عبر نظام النقابات العمالية. سادت القنانة على المكانة الاجتماعية لعامّة الناس، باستثناء بعض الحالات حيث استطاع الحرفيون من سكّان البلدات اكتساب نوعٍ من التنظيم الذاتي عبر نقابات الحرفيين. بقيت أنوال النسيج على حالها منذ ابتكار عملية النسج، وتغيّر الحال فقط عند اختراع مكوك النسيج في عام 1740. نصّ قانون الأرض، بالاستناد إلى قانون المهنيين المتدرّبين عام 1563، على تقدير الأجور في كلّ دائرة وفق ما يراه القضاة الجزائيون. برز اعتراف متزايد بضرورة توفير حماية أكبر في أماكن العمل بدءًا من منتصف القرن التاسع عشر، وعبر قانون السيد والخادم 1867 وقانون المشغّلين والعمال 1875، بهدف تحفيز صحة وأمان العمال ومنع الممارسات غير العادلة عند إبرام عقود الأجور.

## إنجلترا الأنجلوسكسونية
لا توجد تفاصيل كافية حول ظروف العمل الصناعي الرئيسة في إنجلترا الأنجلوسكسونية. أُلحقت مجتمعات الأديرة الصناعية بمجتمعات القرويين الصناعية في العصور المسيحية. كانت تربية الحيوانات الداجنة عمومًا مصدر كدح الإنسان في البداية، وتطورت هذه الممارسة وفق تنظيم معدّ بعناية في نظام القرى الإقطاعية. لكنّ تربية الحيوانات الداجنة لم تكن الصناعة الوحيدة، بل اتسمت تلك الفترة ببروز مجموعة مختلفة من الصناعات الأخرى، والهدف الأساسي منها هو تحقيق الاكتفاء الذاتي لكلّ فئة اجتماعية، وحماية حرفيّي القرية وتنظيم عملهم بما يتماشى مع مصلحة القرية ومواردها. يُعد نظام الوقاية هذا، المرتكز على وجهة نظر تعاونية أو جماعية تجاه العمل والحياة الاجتماعية، مماثلًا للنظام الأوسع جدًا، والذي نشأ في وقتٍ متأخر أيضًا، بهدف الحفاظ على الاكتفاء الذاتي لإنجلترا ككل.

## إنجلترا في العصور الوسطى
أدى الغزو الدنماركي والنورماندي لاحقًا إلى تحفيز المشاريع الصناعية والتجارية وبثّ روحٍ جديدة فيها، خصوصًا الغزو النورماندي الذي جلب نشاطًا تجسّد في نمو القرى وزيادة عدد الأحرار وتشييد البلدات التجارية، ففتحت الأخيرة بابًا جديدًا للتواصل مع السكان الأكثر تحضّرًا في القارة الأوروبية، وتبعتها هجرة ملحوظة للحرفيين الفلمنكيين خصوصًا. وُجدت العبودية في إنجلترا السكسونية ولو بالمعنى الضيق، ويظهر ذلك في القوانين الإنجليزية الأولى، لكن طبقة العبيد الحقيقيّة والمنفصلة عن طبقة القنانة كانت صغيرة إلى حدّ كبير، ويبدو أن عمل أفراد طبقة القنانة اليومي لم يكن أقسى عمليًا، ولم تكن أتعاب إعالة الخدم وإيوائهم أقل بكثيرٍ من أتعاب العاملين في مجال الزراعة في الآونة الأخيرة. لم تنقرض العبودية حتى مرور قرون عديدة (مع أنها الاستثناء لا القاعدة العامة) على الرغم من اعتراض الكنيسة المستمر عليها، ثم انتعشت العبودية مجددًا لتصبح عقوبة للمجرمين، ويظهر ذلك في البنود القاسية التي جاءت في التشريع الأساسي للملك إدوارد السادس ضد المتسولين، ولم تُبطَل تلك القوانين إلا في عام 1597. لم تكن العبودية رائجةً في زمنٍ معين، ويبدو أن نسبة الأقنان والعبيد إلى السكان الأحرار تناقصت بالتزامن مع نمو المدن الكبرى وازدياد عدد سكانها، فلم تكن العبودية «من طباع سكّان المدن أو عاداتهم». صحيح أن بعض الأقنان لجؤوا إلى المدن هربًا من أسيادهم القساة بصورة استثنائية، لكن «الرجال الأحرار أعادوا الاتصال بهم تدريجيًا تحت حماية اللورد، ولا شكّ في أن الغرباء الذين انخرطوا في التجارة قد أقاموا بين هؤلاء مؤقتًا، وأن فئة من الحرفيين نشأت تدريجيًا بصورة أثّرت على عواطف الطبقة الأصليّة وبدّلتها تبديلًا كبيرًا».

### البلديات والنقابات والعمل الزراعي
نشأت نزعتان متوازيتان لتنظيم العمل انطلاقًا من تلك الظروف. فمن ناحية، كانت البلدة أو البلدية المتمتعة بالحكم الذاتي وفق المراسيم الملكية مسؤولةً عن تنظيم الحرفيين والأعمال الحرفية والتحكم بها، لكن هذه السلطة انتقلت لاحقًا إلى منظمات أكثر تخصصًا في النقابات الحرفية. ومن الناحية الأخرى، برزت الحاجة -والتي كانت حاجة ملحّة أحيانًا- إلى كبح التناقص المفرط في العدد المتاح من العاملين في تربية الحيوان والعمل الزراعي. يعود سبب الحالة الأخيرة إلى بندٍ ظهر في سلسلة متعاقبة من القوانين الأساسية (إحدى قوانين ريتشارد الثاني خصوصًا، في عام 1388) ينصّ على منع الطفل العامل في مجال الزراعة، والذي لا يزيد عمره عن 12 عامًا، من الحصول على منصب متدرّب في مجال حرفي آخر. ظهرت هذه المشكلة بوضوح نتيجة النمو الثابت لإنجلترا، بصفتها بلد تربية الأغنام وصناعة الصوف أولًا، ثم بلد صناعة الملابس لاحقًا. برزت في القرن الثالث عشر اتفاقيات تتيح للأديرة بيع الصوف إلى الفلورنسيّين، إلى جانب نمو الشركات التجارية لتصدير الصوف خارج البلاد، فضلًا عن اكتمال عملية استيعاب الحرفيين المهرة الأجانب في النظام البلدياتي إبان تلك الفترة. عملت مراسيم هنري الأول على تجنيس هؤلاء الحرفيين.

### الميل نحو القانون التشريعي الأساسي
شهدت إنجلترا انتقالًا تدريجيًا من القانون العرفي للبلدات -الذي اعتُبر قانونًا يصبّ في المصلحة العامة- إلى القانون التشريعي الأساسي منذ عهد إدوارد الأول وحتى عهد إدوارد الثالث، بالتزامن مع تأكيد القانون التشريعي على حقوق التاج الملكي على حساب التنظيمات الإكليروسيّة. يقول الدكتور كونينغهام أن تشريعات إدوارد الأول «تمثّل المحاولة الأولى للتعامل مع الصناعة والتجارة على أنهما شأن عام، أي يهمّ الدولة بأكملها، لا علاقةً معينة بين كبار الرجال المنفصلين عن بعضهم مكانيًا». لم يأتِ أول تشريع مباشر للعمل في القانون الأساسي إلا في عهد إدوارد الثالث -الذي استمرّ 23 عامًا- واعتمد التشريع سعيًا للسيطرة على الاضمحلال والخراب الذي حلّ بالأرياف والمناطق الحضرية عقب حرب المائة عام ووباء الموت الأسود. وُضع تشريع العمّال الأول ليصبّ في مصلحة المجتمع، لا لحماية العمال أو وقايتهم من الاضطهاد، ولا بدّ من مراجعة سياسات معينة في ضوء الظروف والمثل التي سادت تلك الفترة، مثل فرض الأجور الاعتيادية وإلزام العامل سليم البنية، بصرف النظر عما إذا كان حرًا أو مكفولًا، ولا يمارس التجارة أو أي حرفة أخرى، بالعمل وفق عقد إيجار بمعدّل دفع متعارفٍ عليه.
هدف التنظيم في العصور الوسطى عمومًا إلى منع الأفراد أو فئات المجتمع من تحقيق ما يُعدّ ربحًا استثنائيًا عبر الانتفاع من حاجات الآخرين. لم يعترف القانون بأن قلّة الأيدي العاملة مردها إلى انخفاض تعداد السكان نتيجة الوباء، ولم يقبل بهذا التبرير الذي اعتمدت عليه مطالب زيادة الأجور، ومع أن العامل العاطل عن العمل مُعرّض للسجن إذا رفض الخدمة وفق الأسعار التي كانت سائدة حينها، تعرّض لوردات البلدات وأسياد القرى الإقطاعية الذين دفعوا أجرًا إضافيًا للخدم -أو وعدوهم بذلك- إلى المحاكمة ودفع ثلاث أضعاف المبلغ. طُبّقت تقييدات مشابهة على العمال والصنّاع المهرة.